# مصباح أسامة الحمادي
مصباح أسامة الحمادي (7 يونيو 1975 طرابلس ليبيا - ) هو لاعب كرة قدم ليبي يلعب كمدافع، شارك في كأس الأمم الأفريقية لكرة القدم 2006.

## وصلات خارجية
مصباح أسامة الحمادي على موقع ناشيونال فوتبول تيمز (الإنجليزية)
- مصباح أسامة الحمادي على موقع Soccerway.com (الإنجليزية)
- مصباح أسامة الحمادي على موقع عالم كرة القدم.نت (الإنجليزية)